# Municipalité de Chiautzingo
 (décembre 2020).
La municipalité de Chiautzingo est une municipalité de l'état du Puebla, au sud-est du Mexique.